# Długość geograficzna

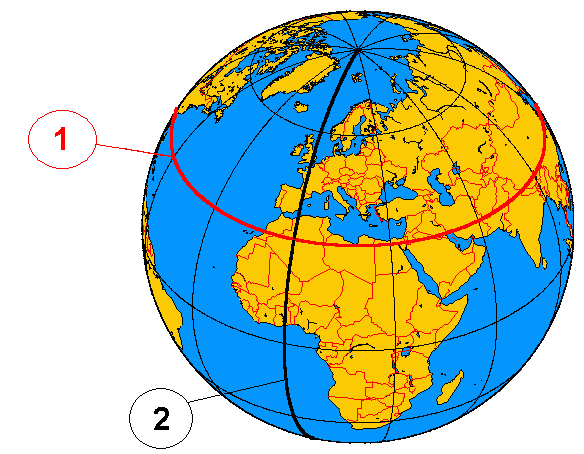
Punkty o jednakowej:
1 – szerokości geograficznej,
2 – długości geograficznej

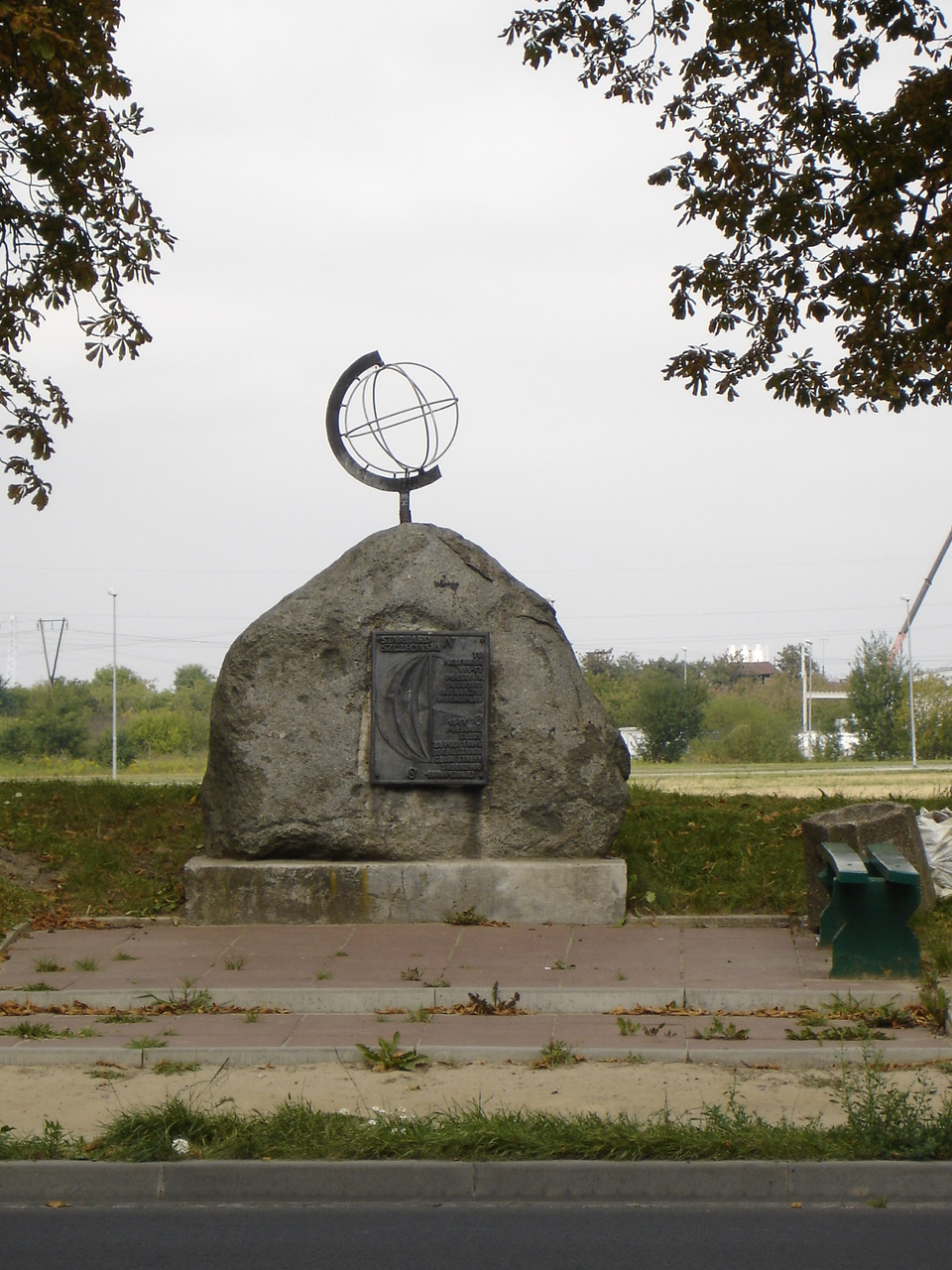
Pomnik południka piętnaście stopni w Stargardzie

Długość geograficzna (ang. longitude; symbol λ) – jedna ze współrzędnych geograficznych, kąt dwuścienny zawarty między półpłaszczyzną południka zerowego (południka przechodzącego przez park w Greenwich), a półpłaszczyzną południka przechodzącego przez dany punkt na powierzchni Ziemi.
Punkty położone na półkuli wschodniej, czyli na wschód od południka zerowego do 180°, mają długość geograficzną wschodnią (symbol E), czasem nazywaną też długością geograficzną dodatnią. Punkty położone na półkuli zachodniej, czyli na zachód od 0° do 180°, mają długość geograficzną zachodnią (symbol W), czyli ujemną. Wszystkie punkty położone na tym samym południku mają tę samą długość geograficzną.
W zależności od długości geograficznej, można obliczać matematycznie czas słoneczny miejscowy. Począwszy od południka zerowego, na którym czas nosi nazwę czasu uniwersalnego (GMT) to:
- na wschód dodaje się godziny (GMT + X)
- na zachód odejmuje się godziny (GMT – X)

Do obliczeń czasu:
- 15° to jedna godzina, (360°/24h = 15°)
- 1° to 4 minuty.

W przeszłości dla wyznaczania długości geograficznej istotne było od którego południka ją liczono. Wyznaczano ją m.in. od Ferro na Wyspach Kanaryjskich, Paryża, Rzymu i Pułkowa k. Petersburga. W 1911 Międzynarodowa Unia Geograficzna przyjęła za powszechnie obowiązujący południk przechodzący przez główny teleskop w Królewskim Obserwatorium Astronomicznym w Greenwich (dzielnica Londynu).

## Historia

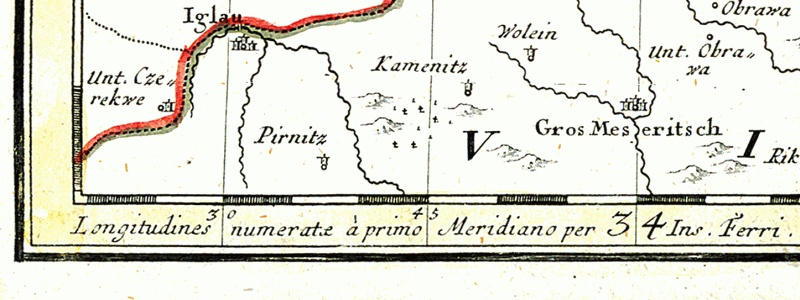
Fragment mapy Górnego Śląska z 1746 roku z oznaczeniami długości geograficznej obliczanej względem Ferro (El Hierro)

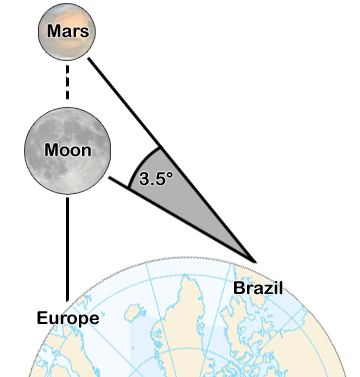
Sposób pomiaru długości geograficznej stosowany przez Amerigo Vespucciego

Pomiar długości geograficznej jest istotny zarówno dla potrzeb kartografii, jak nawigacji morskiej. Marynarze i podróżnicy w przeszłości często stykali się z problemem jej precyzyjnego określenia. Szerokość geograficzna była obliczana z pomocą kwadrantu lub astrolabium, poprzez pomiar położenia Słońca lub wybranych gwiazd, ale długości geograficznej nie można było określić w podobny sposób. Amerigo Vespucci był prawdopodobnie pierwszym, który zaproponował rozwiązanie, poświęcając wiele czasu i sił na studiowanie problemu podczas swoich podróży po Nowym Świecie.

Co do długości geograficznej stwierdzam, że napotkałem wiele trudności w jej określeniu i sprawiło mi wiele bólu, by ustalić odległość wschód-zachód, którą przemierzyłem. Efektem moich prac było to, że nie znalazłem nic lepszego do zrobienia niż obserwować w nocy koniunkcję jednej planety z inną, a zwłaszcza koniunkcję Księżyca z innymi planetami, ponieważ Księżyc jest szybszy w swoim obiegu niż jakakolwiek inna planeta. Porównałem swoje obserwacje z almanachem. Po wielu nocach prowadzenia eksperymentów, pewnej nocy, 23 sierpnia 1499, miała miejsce koniunkcja Księżyca z Marsem, co według almanachu miało nastąpić o północy lub pół godziny wcześniej. Odkryłem, że... o północy pozycja Marsa była przesunięta o trzy i pół stopnia na wschód.

Poprzez porównanie względnych pozycji Księżyca i Marsa z ich oczekiwanymi pozycjami, Vespucci mógł z grubsza oszacować swoje położenie względem długości geograficznej. Jednak jego metoda miała kilka ograniczeń: po pierwsze, wymagała wystąpienia specyficznego zjawiska astronomicznego (w tym wypadku, przejścia Marsa w tej samej rektascensji co Księżyc) i obserwator musiał porównać obserwacje z danymi z almanachu. Trzeba było również znać dokładny czas, a to było trudne do ustalenia w dalekich krajach; dodatkowo metoda wymagała stabilnej platformy obserwacyjnej, o którą trudno na statku kołyszącym się na morzu.
W odróżnieniu od szerokości geograficznej, której naturalnym punktem zerowym, czyli punktem odniesienia, jest równik, dla długości geograficznej taki punkt nie istnieje. Zatem południk odniesienia, południk zerowy, musi być wybrany umownie. Częstą praktyką było uznawanie południka przechodzącego przez stolicę kraju, z którego wywodził się obserwator, za południk odniesienia. Brytyjscy kartografowie od dawna używali południka przechodzącego przez Greenwich w Londynie, ale w użyciu były jeszcze inne umowne "południki zerowe", przechodzące przez np. El Hierro, Rzym, Kopenhagę, Jerozolimę, Petersburg, Pizę, Paryż, Filadelfię czy Waszyngton. W 1884 w Waszyngtonie odbyła się międzynarodowa konferencja (International Meridian Conference), która zaakceptowała południk Greenwich jako uniwersalny południk zerowy.